# Anapisa monotica
Anapisa monotica là một loài bướm đêm thuộc phân họ Arctiinae, họ Erebidae.